# 周行己
周行己（？—？），字恭叔，永嘉（浙江）人，北宋文人、官員。

## 生平
父周泳，皇祐五年进士，官至正议大夫。行己自幼好學，十七歲入太學，與许景衡、劉安節、劉安上、戴述、趙霄、張輝、沈躬行、蔣元中等同称“永嘉元丰九先生”。元佑六年（1091年）進士。官至秘書省正字，出知清樂縣。徽宗崇寧中官太學博士、齊州教授。宣和初，由林靈素之薦，任秘書省正字。二年，罢官，原拟回乡，因方腊在浙江起义，改赴郓州（今山东郓城），应太学旧友郓州知府王靓之聘，入其幕，卒於郓州，王靓送其柩归葬瑞安。著有《浮沚集》十九卷，久佚。清初四庫館臣從《永樂大典》輯出八卷。